# Pimpmobile

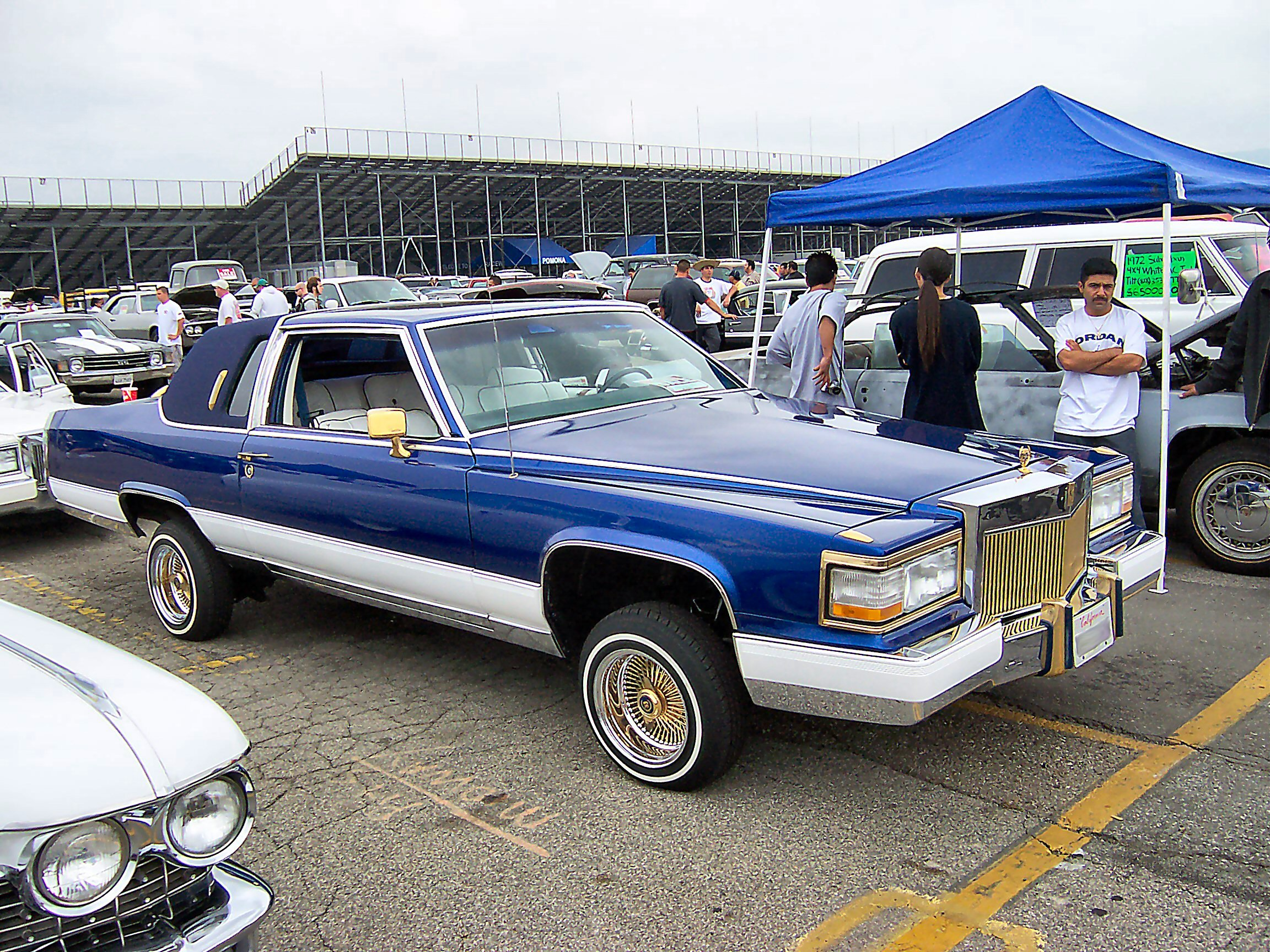
Una pimpmobile

Con pimpmobile si intende una vettura lussuosa e di grandi dimensioni, di solito degli anni '60 o dei primi anni '70, Lincoln o Cadillac che è stata personalizzata in una maniera vistosa e stravagante.
Il nome di questo stile di personalizzazione viene considerato un termine peggiorativo perché era uno stile molto popolare durante gli anni '70 e '80 nelle grandi città statunitensi tra i capi delle gang, i protettori o gli spacciatori di droga. In città quali Los Angeles, Chicago o New York City il possesso di  una vettura modificata secondo questo stile era il simbolo del potere da loro raggiunto.  A partire dagli anni'90 e dal 2000 il termine viene usato per descrivere qualsiasi veicolo customizzato che sia grande o stravagante, quale per esempio un SUV.
Questo stile di customizzazione è in gran parte un fenomeno statunitense. Componenti o modifiche aftermarket, quali le cromature per i fari, gli ornamenti per il cofano o gli impianti audio costosi, livree inusuali per la carrozzeria, tappeti spessi per gli interni sono speso usati dai proprietari per rendere evidente la loro ricchezza e la loro importanza.  

## Storia
Le pimpmobile divennero parte della cultura popolare quando furono rappresentate nei film blaxploitation che erano rivolti ad un pubblico urbano di colore con attori di colore e colonne sonore composte da musica funk e soul. I film blaxploitation erano ambientati nei ghetti ed avevano storie con personaggi quali spacciatori di droga o protettori, finendo spesso per fornire una immagine stereotipata delle persone di colore.
Vetture fortemente customizzate compaiono in film blaxploitation quali Super Fly, The Mack e Willie Dynamite così come in film mainstream quali Magnum Force e  D.C Cab, Fuga da New York e nel film di James Bond Agente 007 - Vivi e lascia morire. Negli anni 2000 hanno fatto la loro comparsa nel film commedia di Austin Powers Austin Powers in Goldmember del 2002. Le modifiche divennero popolari in tutti gli Stati Uniti e diverse società hanno prodotto dei kit che permettono di trasformare vetture di ultima generazione in pimpmobile.
Le vetture più popolari per questa trasformazione sono le Cadillac e le Lincoln, specialmente la Cadillac Eldorado e le Lincoln Continental, prodotte tra il 1971 e il 1978 sebbene siano popolari anche modelli di lusso prodotti da altri costruttori quali Buick, Oldsmobile e Chrysler. Le vetture usate per queste trasformazioni erano in origine indirizzate a pensionati benestanti che desideravano avere una grande e lussuosa vettura. Con la loro trasformazione in pimpmobile queste vetture hanno iniziato ad essere considerate interessanti, glamour e di tendenza. 
Una eccezione notevole è stata la Corvorado usate nel film Live and die che era una Chevrolet Corvette con la carrozzeria della Cadillac Eldorado. Le trasformazioni vengono realizzate da conosciuti professionisti, quali George Barris, E & G Classics and Auto Gard, Inc. così come da molte piccole officine diffuse in tutti gli Stati Uniti. Un costruttore conosciuto di pimpmobile è stato 'Les Dunham della Dunham Coachworks di Boonton, New Jersey. Les ha costruito le vetture per i film Super Fly, così come la "Corvorado" e la Cadillac Fleetwood per il film di James Bond.

## Personalizzazione
Di solito una pimpmobile ha delle modanature rotonde per i fari (conosciute comunemente come  fari "Superfly"), cappucci per la calandra, ornamenti per il cofano in stile 1941, tetto in vinile spesso, grandi pneumatici con fascia bianca (soprannominati  "Gangsta Walls"), mozzi ruota e bulloni cromati, impianto stereo personalizzato e di grande potenza, interni ricchi e vistosi. Il cruscotto può essere migliorato con prodotto aftermarket quali il volante o il tachimetro montato sulla sommità del cruscotto. Livree personalizzate e spesso non tradizionali o in colori sgargianti sono molto comuni. Il rosa, il viola e l'arancione sono colori molto diffusi, in particolare nelle carrozzerie bicolori, dove vengono utilizzati colori differenti per la parte alta e per quella bassa della carrozzeria. 
Molto diffuse anche le vernici fluorescenti, metallescenti, perlacee così come il pinstriping. Alcuni proprietari aggiungono dei disegni tipo Murales o immagini aerografate sul cofano. Molti dei proprietari che sono più attenti allo status aggiungono piccoli candelieri di cristallo alle luci interne, piccole televisioni, videoregistratori, frigoriferi da bar a 12 volt agli interni. In pochi rari casi precedenti HEARSES vengono trasformate in pimpmobile dei piccoli letti nella zona dei sedili posteriori. 
Altri costumizzatori sono Dunham Coach di Boonton, NJ; Wisco, Harper and Universal di Detroit e E&G di Baltimora. Mentre i singoli possono aggiungere solo poche opzioni di ornamento o le fanno aggiungere dal loro meccanico di fiducia questi professionisti portano a termine i progetti più costosi e complicati quali l'allungamento del cofano o dei parafanghi, la trasformazione di una berlina quattro posti in una due posti o la cromatura/ricromatura dei paraurti e di altri componenti. 
Nella California meridionale è molto popolare la trasformazione delle sospensioni che porta alla realizzazione delle vetture Lowrider.  Mentre molte delle modifiche apportate sono fatte con l'obiettivo di dare alla vettura un aspetto vestito alcune persone effettuano anche modifiche al motore per aumentarne le prestazioni. Tra queste l'aumento dell'alesaggio dei cilindri, l'aggiunta di condotti per l'aria aftermarket, doppio sistema di scarico o carburatori.
A partire dagli anni'80 le grandi berline di lusso sono in declino quali vetture da trasformare in pimpmobile ed oggi si utilizzano i SUV quali il Cadillac Escalade o il Lincoln Navigator per la trasformazione in pimpmobile. Anche vetture non di produzione statunitense quali le Rolls-Royce, le Mercedes-Benz o le Lexus hanno sostituito le grandi berline dei primi giorni delle pimpmobile. Nelle trasformazioni in pimpmobile vengono ancora utilizzate delle calandre aftermarket e si sta diffondendo sempre di più l'impiego di cerchi da 22 a 30 pollici pur restando ancora popolari quelli da 14 o 15 pollici. 
Nella trasmissione televisiva Pimp My Ride veniva di solito customizzata una vettura diversa da una  Cadillac o una Lincoln, per esempio una Chevrolet Caprice o una Ford Crown Victoria).  Il veicolo che veniva realizzato era customizzato in maniera pimpata o stravagante ma non veniva trasformato in una vera e propria pimpmobile. 
Per la Cadillac Escalade le modifiche sono state fatte da customizzatori privati e dallo stabilimento della Cadillac che accetta ordini di modifiche quali cerchi più grandi, prestazioni del motore migliorate o verniciature personalizzate  La Cadillac Escalade viene utilizzata  in molti video di musica hip hop, e l'attore Bernie Mac guida una Escalade nella sua serie televisiva.